# میپل‌ویو (مینه‌سوتا)
میپل‌ویو، مینه‌سوتا (به انگلیسی: Mapleview, Minnesota) یک شهر در ایالات متحده آمریکا است که در شهرستان مور، مینه‌سوتا واقع شده‌است.

## خصوصیات
میپل‌ویو ۰٫۴۷ کیلومترمربع مساحت و ۱۷۶ نفر جمعیت دارد و ۳۷۲ متر بالاتر از سطح دریا واقع شده‌است.